# 신세계두더지류
신세계두더지류는 두더지과를 이루는 3개 아과의 하나인 신세계두더지아과(Scalopinae)에 속하는 두더지의 총칭이다. 나머지 2개 아과는 구세계두더지아과(구세계두더지류)와 아시아두더지아과(아시아두더지류)이다. 대부분 신대륙에서 서식하지만, 간쑤두더지는 중국에서 발견된다.

## 하위 종
신세계두더지아과는 2족, 5속, 8종으로 이루어져 있다.
- 신세계두더지아과 (Scalopinae) - 신대륙의 두더지
  - 별코두더지족 (Condylurini)
    - 별코두더지속 (Condylura) - 단일종
      - 별코두더지 (Condylura cristat)

  - 신대륙두더지족 (Scalopini) - 신대륙두더지
    - 털꼬리두더지속 (Parascalops) - 단일종, 북아메리카 동북 지역에 서식.
      - 털꼬리두더지 (Parascalops breweri)

    - 동부두더지속 (Scalopus) - 단일종, 북아메리카에 서식.
      - 동부두더지 (Scalopus aquaticus)

    - 간쑤두더지속 (Scapanulus) - 단일종, 중국에 서식.
      - 간쑤두더지 (Scapanulus oweni)

    - 서부두더지속 또는 스카파누스속 (Scapanus) - 북아메리카 서부 지역에 서식
      - 넓은발두더지 (Scapanus latimanus)
      - 해안두더지 (Scapanus orarius)
      - 타운센드두더지 (Scapanus townsendii)